# 指定管理者
指定管理者（していかんりしゃ）とは、地方公共団体が、公の施設の管理を行わせるために、株式会社をはじめとした営利企業・財団法人・NPO法人・市民グループなど法人その他の団体に包括的に代行させることができる制度、またその指定を受けた団体のこと。地方自治法第244条の2 第3項〜第11項に基づく。
これまでの管理委託制度では、地方公共団体が公の施設の管理を委託できるのは、地方公共団体が出資する法人（公社・財団）や公共的団体（社会福祉法人等）、および第3セクター（官民共同出資による株式会社・有限会社などの類）などに限定されていたが、指定管理者制度では、民間企業なども参加できるようになった。指定管理者制度については、公の施設の設置の目的を効果的に達成するため必要があると認めるときに活用できる制度であり、個々の施設に対し、指定管理者制度を導入するかしないかを含め、幅広く地方公共団体の自主性に委ねる制度となっている（平成22年12月28日総行経第38号）。

## 概要
地方自治法の一部改正で2003年6月13日公布、同年9月2日に施行された。小泉内閣発足後の日本において急速に進行した「公営組織の法人化・民営化」（いわゆる「公設民営」）の一環とみなすことができる。改正により、管理委託制度下の公の施設については、改正法施行後3年以内に条例を制定し指定管理者制度に移行するよう求められた（平成15年7月17日総行行第87号）。
指定管理者制度が導入されている施設数は、総務省の2019年（令和元年）の調査によれば76,268施設、2021年（令和3年）は77,537施設にのぼる。
指定管理者制度は、公共サービスの水準の確保という要請を果たす最も適切なサービスの提供者を、議会の議決を経て指定するものであり、単なる価格競争による入札とは異なるものであること、と総務省は説明している（平成22年12月28日総行経第38号）。

## 対象団体
地方自治法では、広く指定管理者への参入を認める方針に基づき「法人その他の団体」と規定される（第3項）。法文上の表記から、個人で指定管理者になることはできないと解される。一般的には、これまで管理委託制度で受託してきた財団等に加え、株式会社等の営利法人、NPO法人等の非営利法人が対象になり、法人格のない町内会等も認められると解されている（地方公共団体で制限がある場合を除く）。
清掃、警備といった個々の具体的業務を指定管理者から第三者へ委託することは差し支えないが、法律の規定に基づいて指定管理者を指定することとした制度の趣旨にかんがみて、管理に係る業務を一括してさらに第三者へ委託することはできない（平成15年7月17日総行行第87号）。また使用料の強制徴収（第231条の3）、不服申立てに対する決定（第244条の4）、行政財産の目的外使用許可（第238条の4）等法令により地方公共団体の長のみが行うことができる権限についてはこれらを指定管理者に行わせることはできない（平成15年7月17日総行行第87号）。
指定管理者が労働法令を遵守することは当然であり、指定管理者の選定にあたっても、指定管理者において労働法令の遵守や雇用・労働条件への適切な配慮がなされるよう、留意すること、とされる（平成22年12月28日総行経第38号）。総務省の2019年（令和元年）の調査によれば、約7割の施設で労働法令の遵守や雇用・労働条件への配慮について、選定時や協定等に提示している。
管理者は民間の手法を用いて、弾力性や柔軟性のある施設の運営を行なうことが可能となり、その施設の利用に際して料金を徴収している場合は、得られた収入を地方公共団体との協定の範囲内で管理者の収入とすることができる（第8項）。
総務省の2019年（令和元年）の調査によれば、約4割の施設で民間企業等（株式会社、NPO法人、学校法人、医療法人等）が指定管理者になっている。

## 手続き
指定管理者の指定の手続、指定管理者が行う管理の基準及び業務の範囲その他必要な事項については当該地方公共団体の条例で必要な事項を規定することが定められている（第4項）。その手法は、全ての公の施設の指定手続を一括して定める地方公共団体と、個々の公の施設の設置条例で当該施設の指定手続を盛り込む地方公共団体に分かれている。
条例で規定すべき具体的な事項について（平成15年7月17日総行行第87号）、
- 「指定の手続」としては 申請の方法や選定基準等を定めるものであること。なお、指定の申請に当たっては、複数の申請者に事業計画書を提出させることとし、選定する際の基準としては例えば次のような事項を定めておく方法が望ましいものであること。
  - 住民の平等利用が確保されること。
  - 事業計画書の内容が、施設の効用を最大限に発揮するとともに管理経費の縮減が図られるものであること。
  - 事業計画書に沿った管理を安定して行う物的能力、人的能力を有していること。
- 「管理の基準」としては、住民が当該公の施設を利用するに当たっての基本的な条件（休館日、開館時間、使用制限の要件等）のほか、管理を通じて取得した個人に関する情報の取扱いなど当該公の施設の適正な管理の観点から必要不可欠である業務運営の基本的事項を定めるものであること。
- 「業務の範囲」としては、指定管理者が行う管理の業務について、その具体的範囲を規定するものであり、使用の許可まで含めるかどうかを含め施設の維持管理等の範囲を各施設の目的や態様等に応じて設定するものであること。

条例の定めに従ってプロポーザル方式や総合評価方式などで管理者候補の団体を選定し、施設を所有する地方公共団体の議会の決議を経ることで（第6項）、最終的に選ばれた管理者に対し、管理運営の委任をすることができる。総務省の2019年（令和元年）の調査によれば、公募は、都道府県の約6割、指定都市の約7割、市区町村の約4割の施設で実施していて、その選定基準は「サービス向上」が最多、次いで「業務遂行能力」「管理経費の節減」の順となっている。
指定管理者による管理が適切に行われているかどうかを定期的に見直す機会を設けるため、指定管理者の指定は、期間を定めて行うものとすることとされている（第5項）。この期間については、法令上具体の定めはないものであり、公の施設の適切かつ安定的な運営の要請も勘案し、各地方公共団体において、施設の設置目的や実情等を踏まえて指定期間を定めることとされる（平成22年12月28日総行経第38号）。総務省の2019年（令和元年）の調査によれば、指定期間を「5年」としている施設が7割を超えている。

## 公の施設
管理者を指定する「公の施設」には、いわゆるハコモノの施設だけでなく、道路、水道や公園等も含まれるとされている。
道路法、河川法、学校教育法等個別の法律において公の施設の管理主体が限定される場合には、指定管理者制度を採ることはできない（平成15年7月17日総行行第87号）。例えば道路法では、「国道の新設又は改築は、国土交通大臣が行う」（12条）、「都道府県道の管理は、その路線の存する都道府県が行う」（15条）、「市町村道の管理は、その路線の存する市町村が行う」（16条1項）。したがって、法律によって管理者が国・地方公共団体とされているものについては、管理運営を一括して民間事業者に行わせることはできない。もちろん、道路建設などの公共工事は、従来から請負契約によって民間の建設会社に委託されてきており、管理者が特定されている場合でも、設置や管理運営のうちの一部を民間に行わせることは可能である。
指定管理者制度による道路の管理の範囲については、国土交通省が、以下のような解釈を示している。
「指定管理者が行うことができる道路の管理の範囲は、行政判断を伴う事務（災害対応、計画策定及び工事発注等）及び行政権の行使を伴う事務（占用許可、監督処分等）以外の事務（清掃、除草、単なる料金の徴収業務で定型的な行為に該当するもの等）であって、地方自治法第244条の2第3項及び第4項の規定に基づき各自治体の条例において明確に範囲を定められたものであること。なお、これらを指定管理者に包括的に委託することは可能です。」

### 適用
現在、地方公共団体の所有する施設のうち、下記の施設を中心に制度の導入が図られている。指定管理者の指定は地域の公益法人やNPOなどが多いが、民間のビルメンテナンス会社などの指定もある。
スポーツ関連
プール、体育館、市民球場、陸上競技場、球技場、テニスコート等
公園関連
一般の公園、霊園、植物園、動物園、水族館等
※似た物として都市公園法に則る「管理許可制度」がある
文化関連
図書館、郷土資料館、博物館、美術館、ホール等
医療関係
公立病院、（リハビリテーションなどの）特定機能病院等
福祉関連
高齢者施設、障害者施設、保育所、児童館、保養所、福祉作業所等
生活関連
公営住宅、下水道、斎場、駐車場、駐輪場等
教育関連
林間学校、生涯学習センター等

## 資格
施設を管理する上で、資格者の配置が求められる場合がある。
- 防火管理者（全ての施設）
- 建築物環境衛生管理技術者（延べ面積3,000平方メートル以上の特定建築物に該当する施設）
- 体育施設管理士（体育施設）
- 体育施設運営士（体育施設）
- 上級体育施設管理士（体育施設）
- 公園管理運営士（公園関連）
- 墓地管理士（墓地・霊園関連）
- 学芸員・司書（文化関連・動物園・水族館）
- 医師・看護師・社会福祉士・介護福祉士（医療関係・福祉関連）
- 幼稚園教諭（幼稚園）
- 保育士（保育園）
- 電気主任技術者（自家用電気工作物）

## 意義と問題点

### 意義
一般的には以下の意義があるとされる。
- 利用時間の延長など施設運営面でのサービス向上による利用者の利便性の向上。
- 管理運営経費の削減による、施設を所有する地方公共団体の負担の軽減。

### 運用上の留意点
指定管理者制度は施設の管理運営全般を管理者に委ねるため、「公の施設が民営化される」という見方をされることが多い。しかし、税金で設置された施設が一管理者によって私物化されるのを防ぐという観点からも、下記の項目などを地方公共団体の条例や協定書および仕様書などに盛り込んでいくことが必要となる。
- 定期的な収支報告会・運営協力会議などを設ける。
- 利用者であるとともに本来の所有者である市民のチェック制度を機能させる。
- 管理者自身がサービス向上と改善のための情報収集を行う。
- 管理を指定した地方公共団体及び第三者機関による監査。
- 管理を指定した地方公共団体職員の頻繁なる訪問（業務によっては常駐）による指導。
- 社会保険・労働保険の加入、加入すべき職員についての手続きすべてを指定管理者が漏らさず行うこと。
- 地方公共団体からの派遣も含めた、一定率以上の正規職員が占める割合の担保

また、移行の際に自治体や旧管理者の正規職員が採用されず契約職員だけが残り、雇用だけでなく施設運営そのものに悪影響を及ぼす事例も多数存在する。移行期には、公務員として制度導入以前から勤務していた職員と制度導入以降に管理者が独自に採用した職員とが混在することになる。さらに制度導入と同時に委託元の地方公共団体との人事交流が事実上なくなるため、当該職員らに対する給与・勤務体系だけでなく人事異動も含めた身分の扱いなどが問題となる。

### 問題点
三菱UFJリサーチ&コンサルティングの川﨑昌和は、2009年（平成21年）に、指定管理者制度開始から5年で顕在化してきた問題点を次のように指摘した。
1. 価格優先の公募により選定された事業者が適切なサービス水準を保てないケース
2. 公募原則にも関わらず従来の外郭団体が特命で指名され、相変わらずの「お役所」仕事が続いているケース
3. 経営効率を優先するため不採算となる事業が行われないケース

川﨑は、以上の結果、事業者が事業継続を断念したり、破綻したりする例が増えてきていると述べた。事業者が破綻した場合、地方公共団体は地方自治法第244条の2第11項に基づき、指定管理者の指定を取り消し、次の指定管理者を選定するか、地方公共団体の直営に戻すことになる。例えば、厚木市ふれあいプラザ（神奈川県厚木市）は2009年（平成21年）9月に事業者が破産手続きを開始したため、温水プール等の専門技術を要する施設を休止した上で市の直営に戻し、モーモー物産館（広島県庄原市）は事業者が2021年（令和3年）2月末で営業を停止し、後に自己破産申請をしたため、新たな指定管理者を選定し、同年11月に営業を再開した。
2023年（令和5年）現在、コロナ禍やロシアのウクライナ侵攻に伴う物価高、人件費の高騰などの影響により、指定管理者を公募しても応募がなかったり、不成立となる事例が複数発生している。不成立の場合、行政側は指定管理料の増額や計画期間の短縮など募集条件の見直しをして再公募を行うが、応募者がない場合は施設そのものを廃止するケースも出ている。

## 暴力団排除
全国で暴力団排除に関して必要な措置を講じることが社会から求められている。公営住宅においては、暴力団による不当な利益獲得行為が相次ぎ拳銃発砲事件に発展し、町田市立てこもり事件を契機に警察庁と国土交通省との間で協議した結果、全国に不当な利益獲得行為が蔓延していたため、公営住宅及び公営住宅以外の公共賃貸住宅について暴力団排除強化に係わる通知を、全都道府県へ発出した。
指定管理者の指定等に際して、付随して公の施設から暴力団排除が推進される。地域特性に応じた施策が地方自治体毎の条例で定められる。